# كانتون زينيكا-دوبوي
كانتون زينيكا-دوبوي (بالبوسنية : Posavska županija) هو رابع كانتونات اتحاد البوسنة والهرسك العشرة الذي يقع في البوسنة والهرسك، يبلغ عدد سكانه حوالي 385 ألف نسمة ومساحته 3415 كم2 وعاصمته هي زينيكا.

## تاريخ
خلال الاحتجاجات وأعمال الشغب في البوسنة والهرسك في فبراير 2014، استقالت الحكومة كانتون زينيكا-دوبوي بأكملها.

## الجغرافيا
يقع هذا الكانتون في الجزء الأوسط من البوسنة والهرسك. عاصمة الكانتون هو زينيكا والبلدة الأخرى المذكورة في الاسم هي دوبوي، وتقع في جمهورية صرب البوسنة، ولكن جزءا من بلدية دوبوي السابقة يقع حاليا في كانتون زينيكا-دوبوي.

## البلديات
ينقسم الكانتون إلى 12 بلدية هي:
| البلدية     | عدد السكان |
| ----------- | ---------- |
| بريزا       | 14.564     |
| دوبوي جاغ   | 4.409      |
| كاكانج      | 38.937     |
| ماغلاي      | 24.980     |
| أولوفو      | 10.578     |
| تيساني      | 46.135     |
| فاريس       | 9.556      |
| فيسوكو      | 41.352     |
| زافيدوفيتشي | 40.272     |
| زينيكا      | 115.134    |
| زيبشي       | 31.582     |
| أوسورا      | 7.568      |

## روابط خارجية
- الموقع الرسمي